# Psammocythere
Psammocythere is een geslacht van kreeftachtigen uit de klasse van de Ostracoda (mosselkreeftjes).

## Soorten
- Psammocythere hartmanni Gottwald, 1980
- Psammocythere hawaiiensis Hartmann, 1991
- Psammocythere luminosa Guan & Lai in Gou, Chen, Guan, Jian, Liu, Lai & Chen, 1981 †
- Psammocythere oviformis Hiruta, 1991
- Psammocythere remanei Klie, 1936
- Psammocythere santacruzensis Gottwald, 1983